# Ptilochaeta
A Ptilochaeta a Malpighiales rendjébe és a malpighicserjefélék (Malpighiaceae) családjába tartozó nemzetség.

## Rendszerezés
A nemzetségbe az alábbi 4 faj tartozik:
- Ptilochaeta bahiensis Turcz.
- Ptilochaeta densiflora Nied.
- Ptilochaeta glabra Nied.
- Ptilochaeta nudipes Griseb.